# Дадаев, Рамазан Хаджимурадович
	Рамазан Хаджимурадович Дадаев (26 ноября 2002, с. Гельбах, Кизилюртовский район, Дагестан, Россия) — российский боксёр-любитель, выступающий в тяжёлой весовой категориях. Мастер спорта России, финалист чемпионата России.

## Спортивная карьера
24 марта 2021 года ему было присвоено звание мастер спорта России. В конце августа 2022 года, проиграв в финале Ярославу Дороничеву, стал вторым призёром на Всероссийской спартакиаде. В июне 2023 года в подмосковном Серпухове победил на Первенстве России среди юниоров в возрасте 19-22 года. В ноябре 2023 года в черногорской Будве стал победителем первенства Европы среди молодежи до 22 лет. В январе 2024 года в Самаре, уступив в финале Рамазану Ханапиеву из Санкт-Петербурга, стал серебряным призёром Кубка России. В середине марта 2024 года стал победителем международного турнира по боксу «Београдски Победник», проходившего в Белграде. В апреле 2024 года в Бишкеке одержал победу на Международном турнире памяти Героя Советского Союза Дуйшенкула Шопокова. 10 октября 2024 года в Иркутске, одолев в полуфинале Теймураза Сурова из Краснодарского края, вышел в финал чемпионата России. 12 октября 2024 года в финале чемпионата России проиграл Егору Процыну из Московской области, став серебряным призёром. 

## Спортивные достижения
- Первенство России по боксу среди юниоров 2020 — ;
- Первенство Европы по боксу среди юниоров 2020 — ;
- Первенство мира по боксу среди юниоров 2021 — ;
- Всероссийская спартакиада 2022 — ;
- Первенство Европы по боксу среди молодёжи U22 2023 — ;
- Кубок России по боксу 2024 — ;
- Чемпионат России по боксу 2024 — ;
- Кубок России по боксу 2025 — ;